# Lijst van oorlogsmonumenten in Rijssen-Holten
De Nederlandse gemeente Rijssen-Holten heeft 9 oorlogsmonumenten. Hieronder een overzicht.
| Nr.                             | Object                                           | Herdachte groep | Ontwerper                                                   | Onthulling      | Type               | Locatie                                     | Plaats            | Coördinaten                   | Foto                                |
| ------------------------------- | ------------------------------------------------ | --- | ----------------------------------------------------------- | --------------- | ------------------ | ------------------------------------------- | ----------------- | ----------------------------- | ----------------------------------- |
| 664                             | Oorlogsmonument                                  | algemeen | H. Nitert                                                   |                 | beeld/sculptuur    | Lentfersweg, 7461 EJ                        | Rijssen           | 52° 18' 11" NB, 6° 31' 42" OL |                                     |
| 722                             | Canadian War Cemetery                            | geallieerde militairen | Sir Reginald Blomfield (ontwerp Offerkruis)                 |                 | begraafplaats/graf | Eekhoornweg, 7451                           | Holten            | 52° 18' 14" NB, 6° 25' 44" OL | Meer afbeeldingen                   |
| 2326                            | Plaquette in het NS-station                      | burgerslachtoffers | Ir. H.G.J. Schelling (ontwerp), H.J. Winkelman (uitvoering) | 3 juni 1948     | plaquette          | 7451                                        | Holten            | 52° 16' 52" NB, 6° 25' 14" OL | Plaquette in het NS-station         |
| 2674                            | Zwerfkei met plaquette                           | geallieerde militairen, burgerslachtoffers |                                                             | 30 april 1995   | gedenksteen        | Rijssenseweg nabij De Waerdenborch, 7451 CA | Holten            | 52° 16' 43" NB, 6° 25' 53" OL | Meer afbeeldingen                   |
| 2780                            | Monument aan de Haarlerweg                       | burgerslachtoffers, vervolgden Nederland, verzet Nederland                                                                                                   | Jan Marsman, Jan Tielbeek en Gert Jan 't Holt (30-05-1923)  | 1 mei 1998      | gedenksteen        | Haarlerweg, 7451 KH                         | Espelo            | 52° 19' 8" NB, 6° 23' 39" OL  | Monument aan de Haarlerweg          |
| 3071                            | Monument op de Joodse begraafplaats              | vervolgden Nederland |                                                             |                 | gedenksteen        | Arend Baanstraat, 7461 DR                   | Rijssen           | 52° 17' 54" NB, 6° 31' 18" OL | Monument op de Joodse begraafplaats |
| 3072                            | Plaquette op de gevel van de voormalige synagoge | burgerslachtoffers, vervolgden Nederland |                                                             |                 | plaquette          | Elsenerstraat 47, 7461 DM                   | Rijssen           | 52° 18' 18" NB, 6° 31' 19" OL |                                     |
| 3110                            | Oorlogsmonument                                  | burgerslachtoffers, militairen in dienst van het Ned. Kon. 1940-1945, vervolgden Nederland, militairen in dienst van het Ned. Kon. na 1945, verzet Nederland | H.J. Hoeve                                                  | 1 november 1940 | gedenksteen        | Molenbelterweg, 7451 JA                     | Holten            | 52° 17' 18" NB, 6° 24' 59" OL | Meer afbeeldingen                   |
| 3612                            | Plaquette aan het Kulturhus                      | vervolgden Nederland |                                                             | 16 oktober 2010 | plaquette          | Smidsbelt 6, 7451 BL                        | Holten            | 52° 16' 52" NB, 6° 25' 18" OL |                                     |
| Dit oorlogsmonument op Wikidata | Erehof Holten                                    | geallieerde militairen |                                                             |                 | grafmonument       | Kerkhofsweg                                 | Holten            | 52° 16' 60" NB, 6° 25' 27" OL | Meer afbeeldingen                   |
|                                 | Stolpersteine                                    | vervolgden Nederland | Gunter Demnig                                               |                 | reliëf             |                                             | Holten en Rijssen |                               |                                     |

Almelo ·
Borne ·
Dalfsen ·
Deventer ·
Dinkelland ·
Enschede ·
Haaksbergen ·
Hardenberg ·
Hellendoorn ·
Hengelo ·
Hof van Twente ·
Kampen ·
Losser ·
Oldenzaal ·
Olst-Wijhe ·
Ommen ·
Raalte ·
Rijssen-Holten ·
Staphorst ·
Steenwijkerland ·
Tubbergen ·
Twenterand ·
Wierden ·
Zwartewaterland ·
Zwolle